# Gródź wodoszczelna

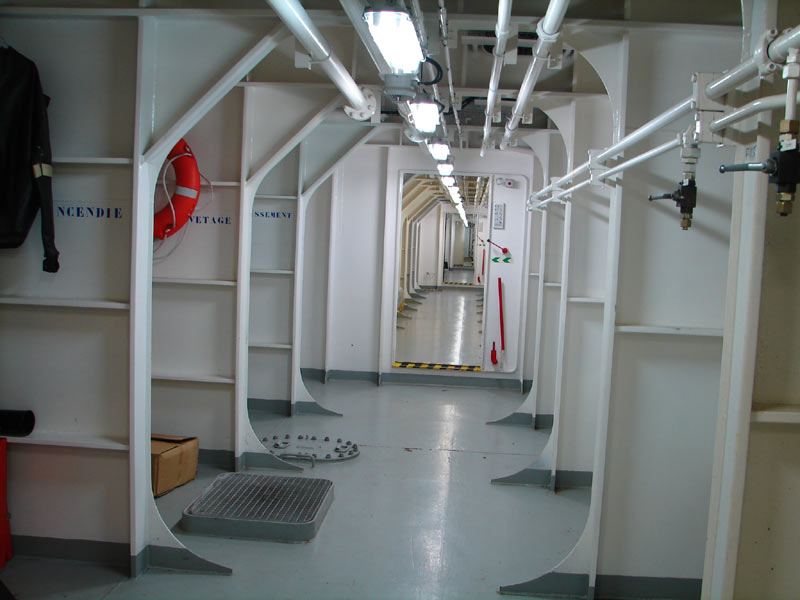
Przejście przez gródź wyposażoną w drzwi wodoszczelne

Gródź wodoszczelna – element konstrukcyjny kadłuba dzielący jednostkę pływającą na przedziały wodoszczelne. 
Gródź ta sięga od pokładu głównego (grodziowego) do dna statku (okrętu). W zależności od usytuowania grodzi względem osi kadłuba wyróżnia się grodzie wodoszczelne poprzeczne lub podłużne. Wzmacniają one szkielet jednostki pływającej oraz przyczyniają się do zwiększenia jej niezatapialności. Projektowane są w taki sposób, aby ich wytrzymałość sprostała naporowi wody wypełniającej całkowicie przedział wodoszczelny. W celu zapewnienia komunikacji pomiędzy sąsiadującymi przedziałami wodoszczelnymi grodzie te wyposaża się w drzwi wodoszczelne.
Na mniejszych jednostkach (np. większych jachtach) dwie grodzie poprzeczne oddzielają trzy przedziały wodoszczelne: forpik, śródokręcie, achterpik. Na większych ich liczba może dochodzić do kilku - kilkunastu. Duże okręty wojenne lub duże statki o zwiększonych wymaganiach dotyczących bezpieczeństwa (np. zbiornikowce typu B-max, C-max, V-max) posiadają również grodzie podłużne.